# Abdelbasset Hannachi
Abdelbasset Hannachi (2 februari 1985) is een Algerijns professioneel wielrenner. Abdelbasset heeft vooral naam gemaakt in Zuid-Afrika en Tunesië. Sinds 2012 rijdt hij voor Groupement Sportif des Pétroliers d'Algérie.

## Palmares
2003
- Arabisch kampioen op de weg

2006
- Arabisch kampioen op de weg

2007
- Construction du Cap 99
- 5e etappe Tour des Aéroports

2008
- 2e etappe Ronde van Mauritius
- 6e etappe Ronde van Mauritius
- International Grand Prix Losail

2009
- 2e etappe Ronde van Iran
- 3e etappe Ronde van Oost-Java
- 1e etappe Tour des Aéroports
- Arabisch kampioen op de weg

2010
- 1e etappe Ronde van Libië
- 2e etappe Ronde van Libië

2012
- 2e etappe Ronde van Oran
- 3e etappe Ronde van Sharjah
- Sprintklassement Ronde van Gabon
- Strijdlustklassement Ronde van Gabon

2013
- 1e etappe Ronde van Chlef
- 2e etappe Fenkel Northern Redse
- 3e etappe Ronde van Eritrea
- 3e etappe Ronde van Algerije
- 2e etappe Ronde van Tipaza
- 5e etappe Ronde van Burkina Faso
- 10e etappe Ronde van Burkina Faso
- Wegwedstrijd op de Middellandse Zeespelen

2014
- 6e etappe Ronde van Marokko
- Algerijns kampioen op de weg, Elite

2015
- 2e en 3e etappe Ronde van Annaba
- Omloop van Blida

## Ploegen
- 2008-Doha Team
- 2009-Doha Team
- 2011-TT Raiko Argon 18
- 2012-Groupement Sportif Pétrolier Algérie
- 2013-Groupement Sportif Pétrolier Algérie
- 2014-Groupement Sportif des Pétroliers d'Algérie
- 2015-Groupement Sportif des Pétroliers d'Algérie

Abduljanan · Abdullah · Afif · Al Moraqab · Bani Hamad · Ben Hassine · Chtioui · Esmaeili · Hannachi · Hasanin · Said
Abduljanan · Al Bourdainy · Al Moraqab · Alawi · M. Bani Hammad · Y. Bani Hammad · Belhani · Ben Hassine · Chtioui · Esmaeili · Hannachi · Hasanin · Lagab · Madani · Said · Shekhoni
Ben Youcef · Bennabi · Charif · Hannachi · Kessi · Lagab · Lallouchi · Madani · Reguigui · Tamarente · Tchambaz
A.Belmokhtar · B.Belmokhtar · Ben Youcef · Bourezza · M.Hamza · Hannachi · Kessi · Lagab · Lallouchi · Madani · Tamarente · Abden.Yahmi
A.Belmokhtar · B.Belmokhtar · Ben Youcef · Bennabi · Bourezza · Droueche · Hamza · Hannachi · Karrar · Lagab · Lallouchi · Madani · Saada · Abdel.Yahmi · Abden.Yahmi